# Megan and Liz
Меган и Лиз (познатије као Megan & Liz) су Амерички поп/кантри бенд који чине близнакиње Меган и Лиз Мејс, из Едвардсберга. Обе су текстописци, а Меган свира гитару. У августу 2014. године оне су имале 1.058.311 пратилаца на њиховом Јутјуб каналу.

## Детињство
Меган Макинли Мејс и Елизабет Морган Мејс су рођене 21. новембра 1992. године у Саут Бенду, у породици Рандал Мејса и Мери Мајарс. Одрасле су у Едвардсбергу. Меган је од сестре близнакиње старија један минут. Њихови родитељи су се развели када су девојчице имале три године и живеле су са мајком.

## Музичка каријера

### 2007 - рана 2011: Јутјуб почетнице
Њихов први видео на Јутјубу назван "This Note", је песма коју су написале када су имале 15 година. Њихова прва обрада била је обрада песме "Ain't No Mountain High Enough". Поставиле су 28 ауторских песама (у јуну 2012. године). Док су живеле у Мичигену, девојке су постављале нову обраду или ауторску песму сваке или сваке друге недеље.
У фебруару 2011. године, Меган и Лиз су пошле на турнеју са бендом Бојс Авенју и Тифани Алворд. Одржале су девет концерата широм Америке.
Дуо је објавио свој први званични спот 20. маја 2011. године, за песму коју су саме написале "Happy Never After." Пошто су објавиле 28 ауторских песама, објавиле су и 13 званичних спотова. Два дана касније, 22. маја 2011. године, Меган и Лиз су одржале Totally Tube концерт у Њујорку, заједно са још младих певача као што су Курт Хуго Шнајдер, Тифани Алворд, Жосеф Винсент, Кејт Ветсон и Џена Роуз.
Откако су се преселиле у Нешвил, близнакиње су постале део 'Teen Hoot' кампање, где локални извођачи наступају пред тинејџерима у Вествуд студијима. Меган и Лиз су се појавиле 26. јуна и 20. августа 2011. године, изводиле су и обраде и ауторске песме и током даљих наступа. Током другог наступа, певале су дует са бендом Мемфис Хај, са којима су написале песму "Need Your Poison".
Њихов други спот, спот за песму "Rest of You", изашао је 17. јуна 2011. године. Спот је снимљен у њиховом родном граду у Едвардсбергу уз помоћ пар њихових пријатеља. Погледи са језера у Мичигену се виде у споту. Сингл је објављен два дана након изласка спота на Јутјубу и Селебазу.
Почетком августа 2011. године, Меган и Лиз су објавиле њихов нови сингл, "Here I Go", на Селебазу. Песму су написале девојке заједно са Паулом Вингер. Крајем августа 2011. године, близнакиње су објавиле нову ауторску песму, "Run Away", заједно са спотом. Написале су ову песму са Алексом Џонсоном и Џимијем Робинсом. Спот је снимљен у једном парку у Нешвилу.
"World's Gunna End", још једна ауторска песма Меган и Лиз, објављена је 6. септембра 2011. године. Спот за ову песму објављен је 12. септембра. Меган и Лиз су написале ову песму још у мају 2011. године заједно са продуцентом Крисом Сренелом. Девојке, заједно са продуцентом (који се појављује у споту), посетиле су око тридесет места у Нешвилу како би снимиле више сцена у споту.

### 2011–2012 "A Twinning Christmas" албум, "Are You Happy Now?", и наступи
Почетком септембра 2011. године, Меган је на свом Твитер профилу открила да ће објавити Божићни албум пре изласка првог студијског албума. Њихов албум, A Twinning Christmas, објављен је онлајн (доступан на Ајтјунсу и Амазону), 15. новембра 2011. године. Њихова прва Божићна ауторска песма, "It's Christmas Time", изашла је 8. новембра 2011. године.
Средином септембра 2011. године, Меган и Лиз су објавиле да одлазе у Лос Анђелес како би снимиле пар спотова. Један од њих је био спот за њихову ауторску песму "Are You Happy Now?" (написана заједно са Паулом Вингер). Ова песма је такође снимљена за Уради Нешто организацију против злостављања. Сингл је објављен 8. октобра 2011. године. Спот за ову песму је премијерно приказан на Теen.com 17. октобра. Сајт је промовисао Меган и Лиз недељама раније и објављивао екслузивне снимке током снимања спота. Од сада, акустична верзија ове песме снимљена током једног од њихових наступа је доступна на њиховој Фејсбук страници.
Њихова ауторска песма, "Old School Love", објављена је 21. децембра 2011. године. Снимање спота за ову песму завршено је 1. октобра 2011. године. Песму су написале Меган и Лиз заједно са Алексом Џонсоном и Џимијем Робинсом. Спот је изашао 16. јануара 2012. године.
2. децембра 2011. године, девојке су наступиле на Божићном концерту у Нешвилу заједно са Деми Ловато, Хот Шел Реј, Колби Калијат, Енди Грамер и Кобра Старшип. 9. децембра, девојке су позване да наступају на Z100 Jingle Ball 2011 концерту у Њујорку.

### Рана 2012: Нове ауторске песме и "This Time" албум
У јануару 2012. године, девојке су отпутовале у Лос Анђелес како би снимиле спот за ауторску песму "A Girl's Life." Спот је објављен касније, 30. јануара 2012. године. Такође у јануару, девојке су се придружиле Олстар Викенду као и Холивуд Ендингу и бенду Бифор Ју Егзит, током зимске турнеје за 2011-2012 годину. Наступале су на 3 концерта.
Њихов албум This Time је објављен 28. фебруара 2012. године. Продавао се као физичка копија на одређено време у продавницама широм света. Овај албум садржи седам ауторских песама, од којих су шест већ биле објављене као синглови. Нова ауторска песма се звала "Princess Charming." Албум је такође постао доступан на Ајтјунсу 20. фебруара.
Њихова ауторска песма "Long Distance" је изашла у априлу 2012. године и била доступна само оним фановима којима је десет људи кликнуло на линк који води на Фејсбук страницу. Спот је снимљен у Лос Анђелесу средином марта 2012. године и објављен је 4. маја 2012. године.
У мају 2012. године, Меган и Лиз су наступале на Wango Tango концерту.

### Касна 2012–2013: "Bad for Me" сингл + албум и уговор са Мејсиз
Њихов сингл назван "Bad for Me" (који се 31. августа нашао на седамдесетом месту Ајтјунсове топ 100 листе) је изашао 31. јула 2012. године. Песму су написале заједно са Мартином Џонсоном који је и продуцент. Песма је имала светску премијеру на RyanSeacrest.com дан пре званичног изласка. Званични спот за песму је објављен 13. августа 2012. године. На јесен 2012. године, Меган и Лиз су пошле на радио турнеју како би промовисале нови сингл "Bad For Me".
Као резултат њиховог уговора са Мејсиз компанијом, девојке су снимиле светску рекламу за овај ланац продавница у јуну 2012. године. Реклама садржи и делове из спота за њихову песму "Bad for Me". Одабране су да буду део и Мејсиз iHeart Radio Rising Star такмичења. Уз помоћ њихових фанова, победиле су у такмичењу и 21. септембра су наступале на iHeart Radio музичком фестивалу у Лас Вегасу.
Меган и Лиз су такође биле део рекламе за МТВ доделу награда за спотове. У реклами девојке објављују номиноване за Најбољи женски спот, док певају акустичне верзије сваке песме која се појави на екрану. Касније истог месеца, девојке су се нашле на четрнаестом месу Билбордове листе Испод 21 године - листе нових извођача. Такође су се нашле и у Њујорк Тајмсу. Такође су се у октобру 2012. године појавиле у броју Seventeen časopisa, a u novembru u broju часописа Vogue.
9. новембра 2012. године, Меган и Лиз су објавиле да ће избацити албум 18. новембра 2012. године, назван "Bad for Me", након истоименог сингла. Албум садржи песму "Bad for Me" као и шест ауторских песама, укључујући и песму "Like I Would", кантри песму коју су саме написале. Албум се нашао на седмом месту Ајтјунс поп листе и двадесетом месу Ајтјунс топ 200 листе.
Биле су присутне на црвеном тепиху током доделе Америчких награда. 22. новембра 2012. године, девојке су наступале на Мејсиз паради за Дан захвалности у Њујорку.

### 2013: "Look What You Started", сарадња са Мејсиз и прва сопствена турнеја
6. фебруара 2013. године Меган и Лиз су објавиле нову песму "All Alright". Део те песме се појавио и у једном од њихових видеа са новостима. Такође су снимиле песму под називом "Telescope" заједно са Заком Портером још у 2011. години, али је у октобру 2013. избачена са списка песама које ће се наћи на албуму.
У априлу 2013. године, Меган и Лиз су објавиле да започињу сарадњу са Мејсиз компанијом која би им омогућила пут по целој Америци као део турнеје. На пролеће 2013. године, близнакиње су путовале по целој земљи како би посетиле неке од најпознатијих музичких градова Америке - Нешвил, Детроит, Мајами, Њу Орлеанс, Остин, Лос Анђелес, Сијетл и Њујорк. Наступале су у различитим аренама широм државе и снимиле су епизоде у којима можемо видети како су се проводиле током турнеје. Током овог путовања, девојке су написале песму која се зове "The Right Now."
У мају 2013. године Меган и Лиз су присуствовале Radio Disney додели награда где су имале прилику и да најаве извођача. Њихова песма "Bad For Me" је такође пуштена током рекламе за Ауди у мају 2013. године. У јуну 2013. године, близнакиње су наступиле на Popfest фестивалу у Њу Џерзију заједно са Карли Реј Џепсен, Шер Лојд, Џејсоном Дерулом и Хот Шел Реј.
У априлу 2013. године Меган и Лиз су објавиле нови сингл "Release You", чија је светска премијера била заказана за 1. јун на Saturday Night Online. Песма је изашла и на Ајтјунсу 4. јуна 2013. године. Близнакиње су питале своје фанове да учествују у прављењу видеа са речима песме.
14. јуна, Меган и Лиз су објавиле назив њихове прве турнеје "American Rag On Tour Presents: Megan & Liz". Турнеја је захватила 26 градова широм Америке и Канаде. Њихове ауторске песме "All Alright", "In the Shadows Tonight", "Back Home", и "Grave" су биле на репертоару турнеје.
Нова песма са њиховог новог албума, "In the Shadows Tonight," написана од стране Меган и Лиз Мејс, изашла је 19. августа 2013. године, заједно са спотом.
Њихов први студијски албум "Look What You Started," је по плану требало да изађе у фебруару 2014. године. Стандардна верзија садржи шеснаест песама. Седам песама је до сада потврђено: "Bad for Me", "Release You", "Switch Hearts", "All Alright", "Look What You Started", "Karma's Coming Back for Me", и "Grave." Сарађивале су са Лиз Хјует, пратећим вокалом Тејлор Свифт и певачицом и текстописцем из Нешвила. Такође су писале са Тобијем Гадом и Нејтаном Чепманом, као и са текстописцем Џејсоном Ривсом. Меган је описала албум као мешавина кантри и поп музике. Прича се да се једна песма са албума зове "Shut Up and Kiss Me". Такође су написале још две песме са Мартином Џонсоном, укључујући песму са називом албума.

### 2014: Крај са "Collective Sounds" и нови пут
Крајем априла 2014. године, девојке су објавиле да су раскинуле уговор са издавачком кућом Collective Sounds, још у јануару 2014. године. Због овога, њихов први студијски албум који је требало да изађе у фебруару, није изашао и неће док се све не разреши. Такође су објавиле да избацују нови албум Simple Life - који први приказује њихову кантри страну.
Истог тог дана, Билборд је премијерно објавио њихов нови сингл "Simple Life". 3. јуна 2014. године, дуо је избацио албум "Simple Life".
12. јуна 2014. године, Меган је објавила соло песму на свом блогу звану "But I Do". Линк је водио на SoundCloud профил дуа где се налазило 5 необјављених песама, укључујући и демо верзију песме истог назива као и албум "Look What You Started". Ова песма је извођена уживо први пут током забаве поводом објављивања албума "Simple Life" 3. јуна 2014. године.

## Приватни животи
Обе девојке су похађале Едвардзберг средњу школу у Мичигену, где су и једна и друга биле навијачице. Како су се преселиле у Тенеси, обе су се вратиле у Мичиген како би матурирале са својом генерацијом у јуну 2011. године.
Удружиле су се са Friskies како би скупиле 1.000 долара за Friends for Dearborn Animal Shelter током распуста 2010. године. Донација је била награђена када је њихов видео достигао преко 100.000 прегледа након само 18. дана.
Дуо такође има и модни канал на Јутјубу где постављају видее фокусирајући се на њихову косу, шминку и модни стил, као и аспекте унутрашње лепоте.
У јуну 2012. године, Меган и Лиз су се придружиле Band Against Bullying организацији. Наступиле су на допротворном концерту у Њујорку 20. јула 2012. године, заједно са бендом Хот Шел Реј.

## Дискографија
| Назив                    | Детаљи албума                                                           | Позиција на листама | Позиција на листама | Позиција на листама |
| Назив                    | Детаљи албума                                                           | US Country          | US Heat             | US Indie            |
| ------------------------ | ----------------------------------------------------------------------- | ------------------- | ------------------- | ------------------- |
| All of Our Boyfriends    | - Датум изласка: 9. децембар 2009. - Издавачка кућа: независне          | —                   | —                   | —                   |
| A Twinning Christmas     | - Датум изласка: 15. новембар 2011. - Издавачка кућа: Collective Sounds | —                   | —                   | —                   |
| This Time                | - Датум изласка: 20. фебруар 2012. - Издавачка кућа: Collective Sounds  | —                   | —                   | —                   |
| Bad For Me               | - Датум изласка: 18. новембар 2012. - Издавачка кућа: Collective Sounds | —                   | 11                  | 49                  |
| Simple Life              | - Датум изласка: 3. јун 2014. - Издавачка кућа: Hidden Cow, Inc.        | 35                  | 8                   | 50                  |
| "—" нису биле на листама |                                                                         |                     |                     |                     |